# Colysis latiloba
Colysis latiloba là một loài thực vật có mạch trong họ Polypodiaceae. Loài này được (Ching) Ching miêu tả khoa học đầu tiên năm 1933.